# Vojenská radiostanice
Vojenská radiostanice je komunikační prostředek, využívající pro přenos informace elektromagnetické vlnění (radio) a který je konstrukčně navržen pro potřeby vojenského použití.
- Pro různé stupně velení se radiostanice začaly používat již v první světové válce. Zpočátku se zde jednalo o jiskrové vysilače tlumených kmitů (Funkgerät) a přijimače na principu kohererů či krystalových (stykových) detektorů. Účinnost vysilačů a citlivost přijimačů této prvé generace byla nízká, pro reálný provoz tak vyžadovaly velké příkony z napájecích zdrojů. Rozměry a váha takovýchto radiostanic je předurčovala pro pevné pozemní či námořní použití  Mobilní radiostanice byly též těžké a rozměrné a proto byly převáženy soupravami koňských povozů.

- Ještě v průběhu prvé světové války byly uvedeny do praktického používání radiostanice, využívající tehdejší horkou novinku, kterou byla elektronka. Elektronky byly používány jako zesilovače i detekční stupně přijimačů, později i jako oscilátory a výkonové stupně vysilačů. Podstatně se tím snížily i požadavky na napájecí zdroje. To vše umožnilo zmenšení radiostanic natolik, že mohly být využívány i v letectví. Elektronky se pro další roky staly základem veškeré radiotechniky i elektroniky obecně.

- Největší rozmach elektronkových radiostanic pak nastal ve druhé světové válce. Soupeřilo zde několik konstrukčních škol i průmyslových tradic. Obecně lze říci, že zatímco americká konstrukční praxe vycházela z běžné civilní komerční produkce, nepříliš komplikovaně upravené pro vojenské potřeby a často i s výskytem velmi originálních obvodových vychytávek, německá konstrukční škola vycházela z mimořádně důkladného, až marnotratně složitého mechanického základu a poměrně jednoduché, nekomplikované, leč precisně provedené obvodové techniky. Součástková základna spojeneckých i japonských radiostanic vycházela z běžné civilní produkce a její často nedostatečná odolnost někdy působila i provozní problémy[1]. Naopak kvalitu německých radiostanic a jejich součástkové základny se nepodařilo ani dlouhou dobu po válce překonat. Mnoho vojenských poválečných konstrukcí proto bylo hluboce inspirováno konstrukčním provedením těchto vynikajících zařízení.

- S vývojem tranzistorů pak nastala miniaturizace a také odpadly problémy se žhavením elektronek i potřebou jejich napájení vysokým anodovým napětím. Dlouho však trvalo než se podařilo vyrobit vysokofrekvenční výkonové tranzistory pro vysoká kmitočtová pásma, což vedlo po přechodnou dobu k hybridním konstrukcím.

- Bouřlivý rozvoj polovodičů a následně i rozvoj digitální techniky konstrukci radiostanic zásadně změnil. Dnešní (nejen) vojenské radiostanice mají šifrované digitální druhy provozu a může jimi být, coby základním komunikačním prostředkem, vybaven každý jednotlivý voják.